# Aristone di Ceo
Aristone di Ceo (in greco antico: Ἀρίστων ὁ Κεῖος?, Arístōn ho Keîos; Ceo, 270 a.C. circa ... – Atene, dopo il 225 a.C.) è stato un filosofo greco antico legato al Liceo di Aristotele.

## Biografia
Nativo dell'isola di Ceo, nacque nella città di Iulide.
Come ci ricorda Diogene Laerzio, fu allievo di Licone, che era succeduto a Stratone di Lampsaco come scolarca del Liceo dal 269 a.C. circa. Dopo la morte di Licone, avvenuta nel 225 a.C. circa, Aristone gli successe come capo della scuola. 

## Opere
Diogene Laerzio, dopo aver enumerato le sue opere, dice che Panezio e Sosicrate gliele hanno attribuite tutte, eccetto le lettere, attribuite all'omonimo stoico di Chio. Si trattava diː Protrettico (2 libr); Sulla dottrina di Zenone; Dialoghi; Lezioni (6 libri); Conversazioni filosofiche (6 libri); Commentari (3 libri); Sentenze (11 libri); Contro i retori; Contro Alessino; Contro i dialettici (3 libri); A Cleante.
Ateneo di Naucrati cita più volte le Conversazioni sull'amore, mentre sappiamo di un Licone, opera dedicata al maestro. 
Il dialogo Titono o Sulla Vecchiaia fu utilizzato, nelle argomentazioni, da Cicerone nel suo Cato Maior, come l'autore stesso esplicita nella dedica all'amico Tito Pomponio Attico.
Altri titoli erano Sull'adulazione, Sull'arroganza, Su Eraclito.

Secondo Cicerone
Fu poi aggraziato ed elegante (...) Aristone, tuttavia non possedette la serietà richiesta a un grande filosofo. I suoi scritti sono certamente molto eleganti, ma, non so come, la sua esposizione manca di autorità
Nell'Antologia Palatina sono inoltre presenti due epigrammi che, nonostante non vi sia alcuna conferma, sono comunemente attribuiti ad Aristone.